# Chi Capricorni
Chi Capricorni (χ Cap / χ Capricornus) è una stella bianca nella sequenza principale di magnitudine 5,28 situata nella costellazione del Capricorno. Dista 191 anni luce dal sistema solare.

## Osservazione
Si tratta di una stella situata nell'emisfero celeste australe; grazie alla sua posizione non fortemente australe, può essere osservata dalla gran parte delle regioni della Terra, sebbene gli osservatori dell'emisfero sud siano più avvantaggiati. Nei pressi dell'Antartide appare circumpolare, mentre resta sempre invisibile solo in prossimità del circolo polare artico. La sua magnitudine pari a 5,3 fa sì che possa essere scorta solo con un cielo sufficientemente libero dagli effetti dell'inquinamento luminoso.
Il periodo migliore per la sua osservazione nel cielo serale ricade nei mesi compresi fra fine agosto e dicembre; da entrambi gli emisferi il periodo di visibilità rimane indicativamente lo stesso, grazie alla posizione della stella non lontana dall'equatore celeste.

## Caratteristiche fisiche
La stella è una bianca nella sequenza principale; possiede una magnitudine assoluta di 1,44 e la sua velocità radiale positiva indica che la stella si sta allontanando dal sistema solare.

## Sistema stellare
Chi Capricorni è un sistema multiplo formato da 4 componenti. La componente principale A è una stella di magnitudine 5,28. La componente B è di magnitudine 11,0, separata da 67,0 secondi d'arco da A e con angolo di posizione di 066 gradi. La componente P è di magnitudine 15,0, separata da 39,2 secondi d'arco da A e con angolo di posizione di 111 gradi. La componente Q è di magnitudine 12,2, separata da 18,2 secondi d'arco da B e con angolo di posizione di 089 gradi.